# Jacopo Filippo Foresti
Jacopo Filippo Foresti (1434 - 15 juin 1520) est un moine augustin, théologien, historien italien et chroniqueur, plus connu sous le nom de Jacques-Philippe de Bergame.

## Biographie
Jacopo Filippo Foresti naquit en 1434 à Solto Collina, près de Bergame, d’une famille noble. Après avoir terminé ses études avec un grand succès, il entra en 1451 dans l’ordre des ermites de Saint-Augustin, et en reçut l’habit des mains de Jean Nibbia, de Novare, l’un des fondateurs de l’ordre en Italie. Dès lors il partagea son temps entre les devoirs de son état et la recherche des monuments historiques du Moyen Âge. Il forma ainsi des recueils précieux qui lui furent d’un grand secours pour la rédaction de l’ouvrage qu’il méditait. Il ne se proposait rien moins que de comparer entre eux tous les historiens, de fondre leurs récits et de former de cette manière une espèce de corps d’histoire universelle. Ce fut dans cette vue qu’il publia son Supplementum chronicorum orbis, ouvrage qui eut un grand succès, et qui, malgré ses nombreux défauts, mérite encore d’être consulté, surtout pour les faits dont l’auteur a été le témoin. La réputation de Foresti devait le porter aux premières dignités de son ordre ; mais il les refusa toutes pour se livrer plus tranquillement à l’étude, et ce fut malgré lui qu’il accepta la direction momentanée des couvents d’Imola, de Forlì et enfin de Bergame. Il chercha à inspirer à ses confrères le goût des lettres, et il forma dans le couvent de Bergame une bibliothèque, l’une des plus nombreuses qu’il y eût à cette époque. Foresti mourut en cette ville le 15 juin 1520, à l’âge de 86 ans.

## Œuvres
- Supplementum chronicorum orbis ab initio mundi usque ad annum 1482, libri XV, Venise, 1483, in-fol., cette première édition est fort rare ; Brescia, 1485 ; Venise, 1486, 1490, 1492, in-fol. ; Nuremberg, 1503 ; Venise, 1503, 1506, in-fol. On trouvera des détails curieux sur ces différentes éditions dans la Bibliothèque de David Clément, art. Bergomas. Götze assure que l’édition de Venise 1506 est la plus rare ; c’est aussi la plus complète, puisque l’auteur y a ajouté un 16e livre qui conduit cette chronique à la fin de l’année 1503. Cette édition a été réimprimée dans la même ville en 1513 ; enfin Simon de Colines en a donné une, Paris, 1535, remarquable par la beauté de l’impression et par l’addition d’un 17e livre, qu’on attribue à Bernardin Bindoni ; mais les mutilations qu’elle a éprouvées la déprécient beaucoup aux yeux des amateurs. La chronique de Foresti a été traduite en italien par F. Sansovino, Venise, 1491, 1553, in-fol. ; ibid., 1573 et 1581, in-4° ;
- De plurimis claris selectisque mulieribus opus prope divinum novissime congestum, Ferrare, 1497, in-fol. C’est l’unique édition de cet ouvrage ; mais Ravisius Textor l’a inséré dans son recueil De memorabilibus et claris mulieribus, Paris, 1521, in-fol. Les curieux le recherchent surtout à raison d’un article sur la papesse Jeanne ; mais ils peuvent trouver cet article dans les notes de la Bibliothèque de David Clément.
- Confessionale seu interrogatorium aliorum novissimum, Venise, 1487, in-fol., 1500, in-8° ; Anvers, 1513, in-8° ;
- Commentarius in Catonem de moribus, in-fol. Cet ouvrage est cité dans la Bibl. nova manuscriptorum de Montfaucon.